# Inhumanity
Inhumanity är det finländska melodisk death metal-bandet Mors Principium Ests debutalbum, utgivet i april 2003 på Listenable Records och i Japan på Avalon i maj samma år. Albumet har dessutom återutgivits två gånger, varav 2016 i remastrad version med nytt omslag.
Albumet var bandets enda med keyboardisten Toni Nummelin.

## Låtlista
1. "Another Creation" – 4:53
2. "Eternity's Child" – 3:43
3. "In My Words" – 3:40
4. "Inhumanity" – 3:16
5. "D.I.B." – 4:44
6. "The Lust Called Knowledge" – 4:25
7. "Oblivion" (instrumental) – 2:12
8. "Life in Black" – 3:40
9. "Last Apprentice" – 2:45
10. "Into Illusion" – 5:09

Bonusspår på den japanska utgåvan
1. "Hijo de la luna" (José María Cano-cover) – 4:26

Bonusspår på nyutgåvan från 2016
1. "The Lust Called Knowledge" (2005 Remix) – 4:00
2. "Inhumanity" (Live) – 3:17
3. "Pure" (Live) – 6:24

## Medverkande
Musiker
- Ville Viljanen – sång
- Jarkko Kokko – gitarr
- Jori Haukio – gitarr, programmering, sång
- Teemu Heinola – basgitarr
- Toni Nummelin – keyboard
- Mikko Sipola – trummor

Produktion
- Ahti Kortelainen – inspelningstekniker, mixning
- Mika Jussila – mastering
- Markus Niinisalo – albumkonst, foto